# Deltote albescens
Deltote albescens là một loài bướm đêm trong họ Noctuidae.